# Cratere Cádiz
Cádiz  è un cratere sulla superficie di Marte.
È intitolato alla città spagnola di Cadice.